# Neil Young: Heart of Gold
Neil Young: Heart of Gold je americký dokumentární film. Jeho režisérem byl Jonathan Demme a snímek měl premiéru na festivalu Sundance Film Festival. Svůj název dostal podle stejnojmenné písně kanadského hudebníka Neila Younga. Film je záznamem Youngova koncertu v Nashvillu. Jde o první část trilogie Demmeových filmů souvisejících s Youngem, následovaly Neil Young Trunk Show (2009) a Neil Young Journeys (2011).